# Camera di mina
La camera di mina è un luogo scavato artificialmente dove si fanno esplodere esplosivi per differenti scopi.

## Utilizzo

### Utilizzo in ambito civile
In ambito civile si utilizza tale tecnica grazie alla quale si riesce ad eliminare strati di rocce oppure ad abbattere interi edifici. Per aumentarne l'efficacia si apre un'apposita camera di mina, dove si inserisce la carica esplosiva e quindi ci si assicura che sia successivamente ben chiusa. Le camere di mina vengono utilizzate spesso negli scavi in miniera, in cave, e in passato per lo scavo di tunnel stradali o ferroviari.

### Utilizzo in ambito militare

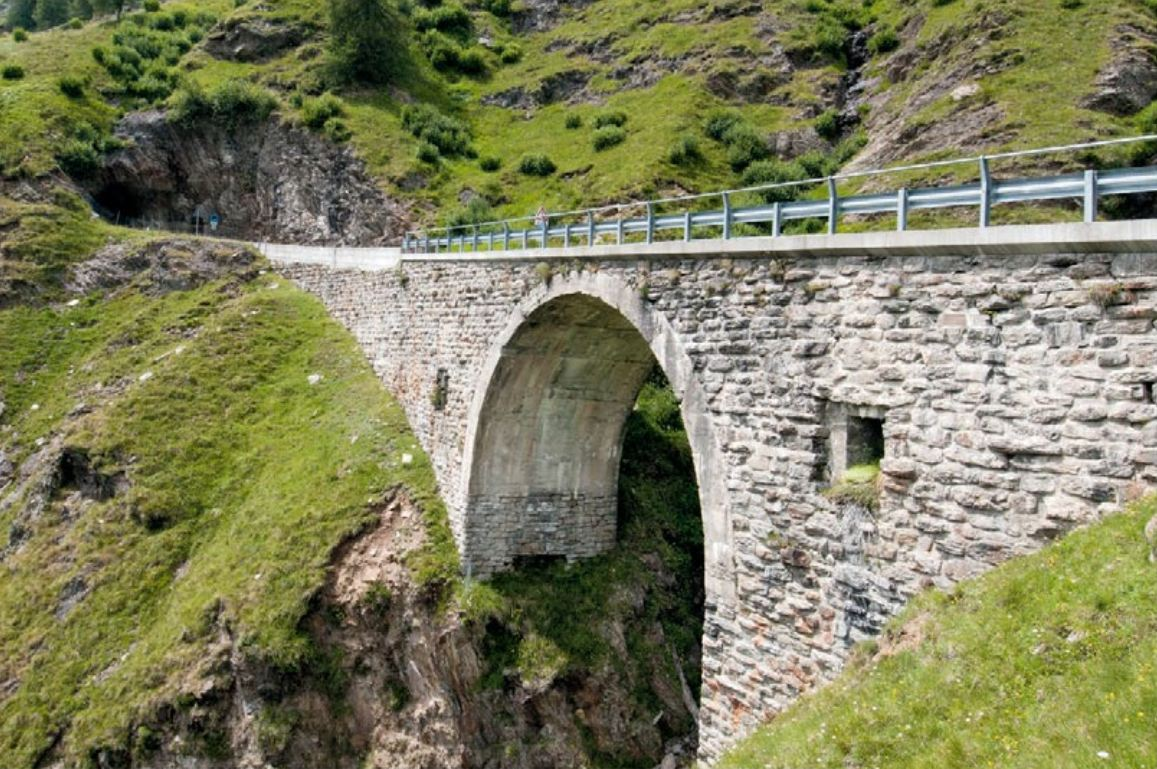
Ponte militare dove sono evidenti le due camere di mina presso il passo del Rombo (BZ)

Le camere di mina venivano anche utilizzate in ambito militare. Oltre agli scopi precedentemente elencati che potevano essere riutilizzati anche in ambito militare, qui una camera di mina serviva a rallentare in caso di ritirata l'avanzare del nemico. Con questo sistema si potevano far saltare importanti infrastrutture strategiche, come per esempio ponti, gallerie e anche dighe.

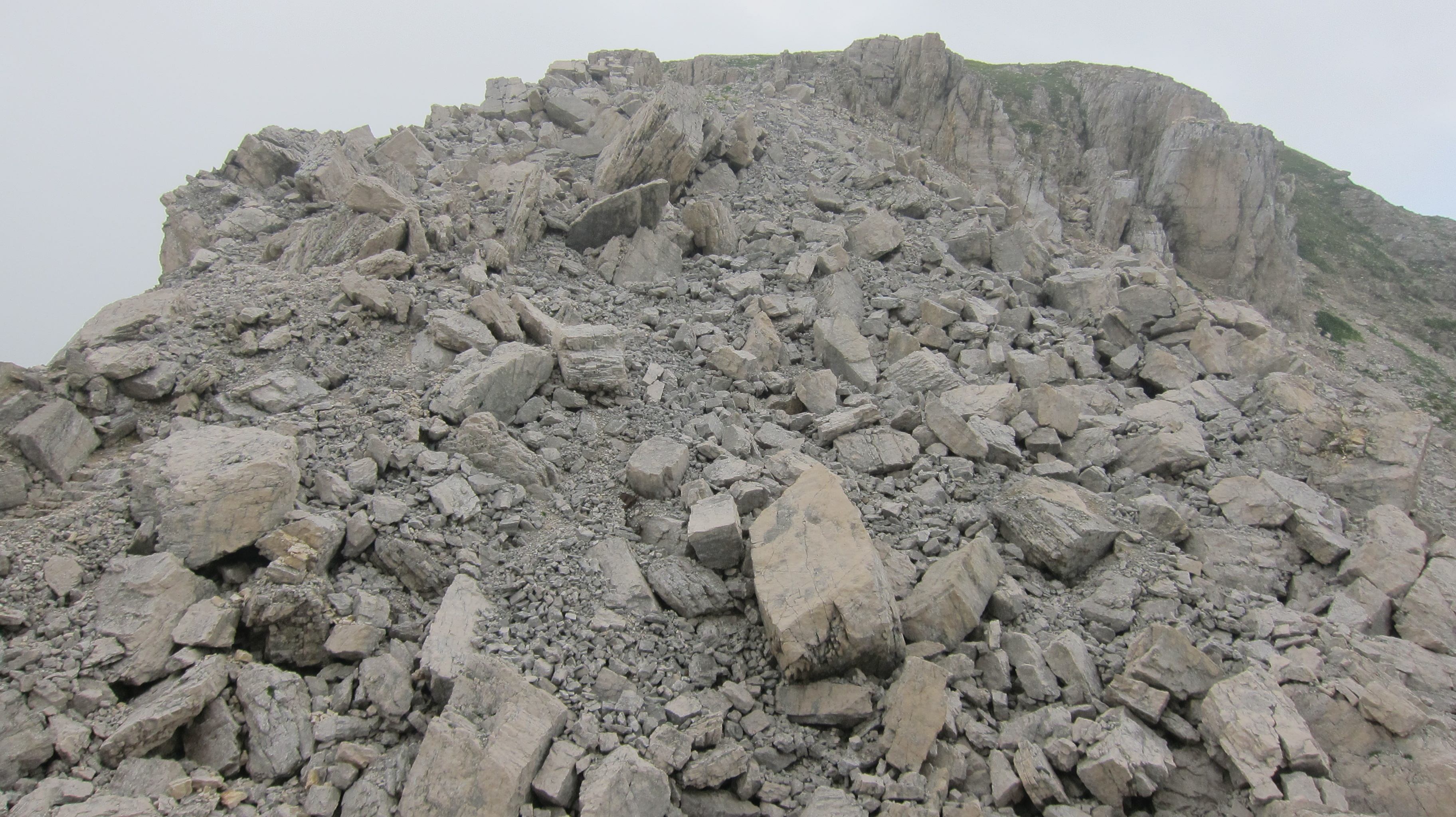
I resti di un'esplosione mediante camera di mina sul Dente Italiano del Monte Pasubio

Ma in ambito militare ha anche un secondo significato; ovvero quello che veniva utilizzato nella guerra di mina. Anche durante l'assedio francese a Torino del 1706 venne utilizzata tale tecnica. La tecnica della camera di mina fu utilizzata quindi spesso durante gli assedi dove furono scavate gallerie oltre le mura nemiche e alla fine venivano sistemati numerosi pali di sostegno a cui si dava fuoco per ottenere il crollo della galleria stessa che comportava quindi anche il crollo delle mura nemiche soprastanti. Nella prima guerra mondiale questa tecnica fu largamente utilizzata soprattutto nella Guerra Bianca, dove si scavavano gallerie nella neve.